# Robson Green
Robson Golightly Green (18 dicembre 1964) è un attore, cantante e conduttore televisivo britannico.
In Italia è noto per essere il conduttore di programmi di pesca girati in tutto il mondo come Pesca Estrema, arrivato alla quinta stagione, e Pazzi per la Pesca, composto da tre stagioni, e inoltre per aver interpretato il colonnello Philip Locke, comandante della Sezione 20, nella serie televisiva Strike Back. Fa parte della serie TV Grantchester, in cui interpreta il detective degli anni '50 Geordie Keating.

## Filmografia parziale

### Televisione
- Soldier Soldier - serie TV, 45 episodi (1991-1995)
- Touching Evil – serie TV, 16 episodi (1997-1999)
- Wire in the Blood - serie TV, 31 episodi (2002-2008)
- Northern Lights - serie TV, 6 episodi (2006)
- Waterloo Road - serie TV, 10 episodi (2011)
- Mount Pleasant - serie TV, 7 episodi (2012)
- Strike Back - serie TV, 20 episodi (2013-2015)
- Grantchester - serie TV, 60 episodi (2014-2024)

## Doppiatori italiani
Nelle versioni in italiano delle opere in cui ha recitato, Michael Gladis è stato doppiato da:
- Francesco Prando in Wire in the Blood
- Massimo Rossi in Strike Back
- Franco Mannella in Grantchester